# Vinifikation
Vinifikation er den biokemiske proces der transformerer druer til vin.
Drueskallerne indeholder gærceller der transformerer druernes sukkerindhold til alkohol, i en proces kaldet alkoholisk fermentering.